# Ischioscia bolivari
Ischioscia bolivari är en kräftdjursart som beskrevs av Albert Vandel1968. Ischioscia bolivari ingår i släktet Ischioscia och familjen Philosciidae. Inga underarter finns listade i Catalogue of Life.